# Kord Ernstson
Kord Ernstson (* 1942) ist ein deutscher Geophysiker und seit 2000 außerplanmäßiger Professor der Julius-Maximilians-Universität Würzburg.

## Leben
Ernstson studierte an der Christian-Albrechts-Universität zu Kiel u. a. die Fächer Geophysik und Geologie und promovierte dort 1974 im Fach Geophysik mit einer Arbeit über den Nördlinger Ries-Einschlagkrater.
An der Julius-Maximilians-Universität Würzburg übernahm er ab 1976 die Vertretung der Lehre für Geophysik und initiierte mehrere von der Deutschen Forschungsgemeinschaft (DFG) geförderte Forschungsprojekte zur Geophysik und Geologie. 1985 erfolgte die Habilitation für Geologie. Seit 2000 ist er außerplanmäßiger Professor, zunächst an der Fakultät für Geowissenschaften und seit 2007 an der Fakultät für Philosophie I, in die erstere eingegliedert wurde. Darüber hinaus war Ernstson Gastdozent an verschiedenen Hochschulen und Instituten.
Schwerpunkte seiner Forschung sind Regionale Geologie und Geophysik, Bruchmechanik der Gesteine sowie insbesondere die Impaktforschung mit Untersuchungen von Impaktstrukturen. Er beschäftigte sich mit dem Nördlinger Ries, dem Steinheimer Becken sowie dem Rochechouart-Krater.
Daneben sind von ihm die äußerst umstrittenen Impaktstrukturen von Azuara und Rubielos de la Cérida sowie das Chiemgau-Meteoritenkraterstreufeld postuliert worden, für deren Akzeptanz in der wissenschaftlichen Gemeinschaft er sich mit Nachdruck einsetzt.
Seit 1990 konzentriert sich Ernstson auf eine freiberufliche Tätigkeit als Beratender Geophysiker und Geologe, hat in dieser Funktion u. a. geophysikalische Messsysteme entwickelt und ist wissenschaftlicher Berater eines Unternehmens für Ortungstechnik für die Metallortung.
Er ist Mitglied in der Deutschen Geophysikalischen Gesellschaft, Meteoritical Society und der American Geophysical Union.

## Publikationen
- Der Chiemgau-Impakt. Ein bayerisches Meteoritenkraterfeld. Chiemgau Impakt e. V., Traunstein 2010, ISBN 978-3-00-031128-4.
- Der Chiemgau-Impakt. Ein bayerisches Meteoritenkraterfeld. Teil 2. Chiemgau Impakt e. V., Traunstein 2015, ISBN 978-3-00-049099-6.
- K. Ernstson, F. Bauer, M. Hiltl: A Prominent Iron Silicides Strewn Field and Its Relation to the Bronze Age/Iron Age Chiemgau Meteorite Impact Event (Germany). In: Earth. Band 12, Nr. 1, 2023, S. 26–40. doi:10.11648/j.earth.20231201.14, ISSN 2328-5974.
- B. Rappenglück, M. Hiltl, J. Poßekel, M. A. Rappenglück, K. Ernstson: People Experienced the Prehistoric Chiemgau Meteorite Impact – Geoarchaeological Evidence from Southeastern Germany: A Review. In: Mediterranean Archaeology and Archaeometry. Band 23, Nr. 1, 2023, S. 209–234. doi:10.5281/zenodo.7775799